# 아빠의 수염
《아빠의 수염》은 1981년 10월 10일부터 같은 해 12월 6일까지 방영된 문화방송 주말연속극으로, 자수성가로 유감없는 생을 살아온 윤 노인 일가를 중심으로 소중한 진실을 잊고 살아가는 우리의 현실을 해학적으로 해부하는 드라마이다.
한편, 정문수 PD가 연출을 맡아왔지만 창사특집 드라마 《이심의 비련기》 때문에 유럽으로 촬영을 떠나게 되어 표재순 PD가 객원 연출을 맡기도 했는데, 표재순 PD는 드라마 《새아씨》와 본의 아니게 겹치기 연출을 맡아야 했다.

## 등장 인물
- 김무생(윤 노인)
- 정애리, 이대근, 홍성민, 박원숙, 김윤경, 한인수, 현석, 오미연, 한미영, 이미영, 임채무

## 편성 변경(1981년)
- 11월 7일 : 월드컵 세계여자배구 〈한국 VS 미국〉 중계방송으로 순연되어 저녁 8시 10분부터 방영
- 11월 8일 : 월드컵 세계여자배구 〈한국 VS 일본〉 중계방송으로 결방